# Ascogaster bicolorata
Ascogaster bicolorata är en stekelart som beskrevs av Walker och Trevor Huddleston 1987. Ascogaster bicolorata ingår i släktet Ascogaster och familjen bracksteklar. Inga underarter finns listade.